# 過海隧道巴士681線
過海隧道巴士681線是香港的一條巴士路線，來往馬鞍山市中心及中環（香港站），由九巴及城巴營運，是城巴首條全新開辦而非經由接辦取得的來往新界區過海隧道路線，而本線使用對象大部分以來往中上環區的居民為主。

## 歷史
- 1995年12月6日：681開辦，港島區總站設於中環碼頭。
- 2003年3月9日：配合香港站公共運輸交匯處啟用遷往該處。
- 2004年馬鞍山鐵路通車前，681曾被運輸署建議永久停駛，結果引起馬鞍山居民極度不滿，因此本路線得到保留。[2]
- 2008年6月8日：收費由$18.2加至$19。[3]
- 2016年5月23日：九巴班次增設到站時間預報。
- 2018年5月28日：城巴班次增設實時抵站時間查詢服務。
- 2019年1月20日：收費由$19加至$20.2。
- 2024年6月16日：來回方向於馬鞍山路近錦駿苑增設中途站。[4][5]

## 服務時間及班次
681
| 馬鞍山市中心開   | 馬鞍山市中心開             | 馬鞍山市中心開             | 中環（香港站）開 | 中環（香港站）開    | 中環（香港站）開    |
| 日期             | 服務時間                   | 班次（分鐘）               | 日期             | 服務時間            | 班次（分鐘）        |
| ---------------- | -------------------------- | -------------------------- | ---------------- | ------------------- | ------------------- |
| 星期一至五       | 06:00、06:15               | 06:00、06:15               | 星期一至五       | 06:00、06:25、06:45 | 06:00、06:25、06:45 |
| 星期一至五       | 06:15-06:41                | 13                         | 星期一至五       | 07:00、07:20、07:45 | 07:00、07:20、07:45 |
| 星期一至五       | 06:45                      | 06:45                      | 星期一至五       | 08:00-08:45         | 20                  |
| 星期一至五       | 06:52、07:00               | 06:52、07:00               | 星期一至五       | 09:00               | 09:00               |
| 星期一至五       | 07:00-07:12                | 6                          | 星期一至五       | 09:20-10:20         | 20                  |
| 星期一至五       | 07:12-07:22                | 5                          | 星期一至五       | 10:40-11:40         | 20                  |
| 星期一至五       | 07:22-07:30                | 4                          | 星期一至五       | 12:00-13:00         | 20                  |
| 星期一至五       | 07:30-07:36                | 3                          | 星期一至五       | 13:20-14:20         | 20                  |
| 星期一至五       | 07:36-07:45                | 4/5                        | 星期一至五       | 14:33-15:40         | 13/14               |
| 星期一至五       | 07:50-08:20                | 5                          | 星期一至五       | 15:55-16:25         | 15                  |
| 星期一至五       | 08:20-08:32                | 6                          | 星期一至五       | 16:25-16:49         | 12                  |
| 星期一至五       | 08:32-09:00                | 7                          | 星期一至五       | 17:00               | 17:00               |
| 星期一至五       | 09:05-10:20                | 12/13                      | 星期一至五       | 17:07-18:10         | 7                   |
| 星期一至五       | 10:30-11:40                | 13/14                      | 星期一至五       | 18:15               | 18:15               |
| 星期一至五       | 11:55-12:40                | 15                         | 星期一至五       | 18:25、18:36        | 18:25、18:36        |
| 星期一至五       | 12:40-13:00                | 10                         | 星期一至五       | 18:36-19:00         | 12                  |
| 星期一至五       | 13:20-14:20                | 20                         | 星期一至五       | 19:00-19:32         | 8                   |
| 星期一至五       | 14:40-15:40                | 20                         | 星期一至五       | 19:39-20:15         | 9                   |
| 星期一至五       | 16:00-17:00                | 20                         | 星期一至五       | 20:15-20:45         | 10                  |
| 星期一至五       | 17:20-18:00                | 20                         | 星期一至五       | 20:55-21:15         | 10                  |
| 星期一至五       | 18:15                      | 18:15                      | 星期一至五       | 21:15-22:00         | 9                   |
| 星期一至五       | 18:40-19:30                | 25                         | 星期一至五       | 22:10、22:20        | 22:10、22:20        |
| 星期一至五       | 19:50-20:30                | 20                         | 星期一至五       | 22:20-23:20         | 12                  |
| 星期一至五       | 20:45                      | 20:45                      | 星期一至五       | 23:35、23:50        | 23:35、23:50        |
| 星期一至五       | 21:10-22:00                | 25                         | 星期一至五       |                     |                     |
| 星期一至五       | 22:20-23:20                | 20                         | 星期一至五       |                     |                     |
| 星期六           | 06:00-06:45                | 15                         | 星期六           | 06:00、06:25、06:45 | 06:00、06:25、06:45 |
| 星期六           | 06:52、07:06               | 06:52、07:06               | 星期六           | 07:05-07:45         | 20                  |
| 星期六           | 07:06-07:45                | 13                         | 星期六           | 08:05-08:45         | 20                  |
| 星期六           | 07:50-08:44                | 9                          | 星期六           | 09:00               | 09:00               |
| 星期六           | 08:44-09:00                | 8                          | 星期六           | 09:20-10:20         | 20                  |
| 星期六           | 09:10-09:36                | 13                         | 星期六           | 10:40-11:40         | 20                  |
| 星期六           | 09:36-10:00                | 12                         | 星期六           | 12:00-13:00         | 20                  |
| 星期六           | 10:00-10:20                | 10                         | 星期六           | 13:15-14:00         | 15                  |
| 星期六           | 10:30-11:40                | 13/14                      | 星期六           | 14:20               | 14:20               |
| 星期六           | 11:50-13:00                | 10                         | 星期六           | 14:32-15:40         | 13/14               |
| 星期六           | 13:13-14:20                | 13/14                      | 星期六           | 15:50-16:50         | 12                  |
| 星期六           | 14:40-15:40                | 15                         | 星期六           | 17:00               | 17:00               |
| 星期六           | 16:00-17:00                | 20                         | 星期六           | 17:09-17:27         | 9                   |
| 星期六           | 17:20、17:40、17:55、18:15 | 17:20、17:40、17:55、18:15 | 星期六           | 17:27-18:15         | 8                   |
| 星期六           | 18:30-19:30                | 15                         | 星期六           | 18:28-19:30         | 12/13               |
| 星期六           | 19:50-20:30                | 20                         | 星期六           | 19:45-20:45         | 10                  |
| 星期六           | 20:45                      | 20:45                      | 星期六           | 20:55-21:15         | 10                  |
| 星期六           | 21:10-22:00                | 25                         | 星期六           | 21:15-22:00         | 9                   |
| 星期六           | 22:20-23:20                | 20                         | 星期六           | 22:10、22:20        | 22:10、22:20        |
| 星期六           |                            |                            |                  | 22:20-23:20         | 12                  |
| 星期六           | 23:35、23:50               |                            |                  |                     |                     |
| 星期日及公眾假期 | 06:00-07:00                | 20                         | 星期日及公眾假期 | 06:20-07:00         | 20                  |
| 星期日及公眾假期 | 07:15-08:00                | 15                         | 星期日及公眾假期 | 07:20-08:00         | 20                  |
| 星期日及公眾假期 | 08:12-09:15                | 12/13                      | 星期日及公眾假期 | 08:15-09:15         | 15                  |
| 星期日及公眾假期 | 09:27-10:30                | 12/13                      | 星期日及公眾假期 | 09:30-10:30         | 15                  |
| 星期日及公眾假期 | 10:42-11:45                | 12/13                      | 星期日及公眾假期 | 10:50-11:30         | 20                  |
| 星期日及公眾假期 | 11:58-13:00                | 12/13                      | 星期日及公眾假期 | 11:45               | 11:45               |
| 星期日及公眾假期 | 13:12-14:15                | 12/13                      | 星期日及公眾假期 | 12:00-13:00         | 20                  |
| 星期日及公眾假期 | 14:35-15:15                | 20                         | 星期日及公眾假期 | 13:15-14:15         | 20                  |
| 星期日及公眾假期 | 15:30                      | 15:30                      | 星期日及公眾假期 | 14:27-15:30         | 12/13               |
| 星期日及公眾假期 | 15:50-16:30                | 20                         | 星期日及公眾假期 | 15:43-16:45         | 12/13               |
| 星期日及公眾假期 | 16:45                      | 16:45                      | 星期日及公眾假期 | 16:57-18:10         | 12/13               |
| 星期日及公眾假期 | 17:00-18:00                | 20                         | 星期日及公眾假期 | 18:19-18:55         | 9                   |
| 星期日及公眾假期 | 18:15-19:15                | 20                         | 星期日及公眾假期 | 18:55-19:15         | 10                  |
| 星期日及公眾假期 | 19:30-20:00                | 15                         | 星期日及公眾假期 | 19:30-20:40         | 14                  |
| 星期日及公眾假期 | 20:00-20:40                | 20                         | 星期日及公眾假期 | 20:55-21:25         | 10                  |
| 星期日及公眾假期 | 21:00-22:00                | 20                         | 星期日及公眾假期 | 21:25-22:00         | 11/12               |
| 星期日及公眾假期 | 22:20-23:20                | 20                         | 星期日及公眾假期 | 22:16-23:20         | 16                  |
| 星期日及公眾假期 |                            |                            |                  | 23:20-23:50         | 15                  |

## 收費
全程：$24.4
- 大老山隧道往中環（香港站）：$20.8
- 東區海底隧道轉車站往中環（香港站）／馬鞍山市中心：$12.9
- 過東區海底隧道後往中環（香港站）／過大老山隧道後往馬鞍山市中心：$7.7
- 耀安邨往馬鞍山市中心：$6.8

| - 本線設有12歲以下小童及65歲或以上長者半價優惠。 - 65歲或以上香港居民使用「樂悠咭」，以及12歲以下合資格殘疾兒童使用「殘疾人士身份」個人八達通繳付車資，均可享有每程$2.0或半價（以較低者為準）的票價優惠；12至64歲合資格殘疾人士使用「殘疾人士身份」個人八達通（包括「樂悠咭」），以及60至64歲香港居民使用「樂悠咭」繳付車資，均可享有每程$2.0或全費（以較低者為準）的票價優惠。 - 65歲或以上長者如使用長者或一般個人八達通繳付車資，則只可享有半價優惠；12至64歲合資格殘疾人士如不使用「殘疾人士身份」個人八達通，以及60至64歲人士如不使用「樂悠咭」繳付車資，必須繳付全費。 - 乘客可以現金或八達通於上車時付款，不設找續。 - 每位成人乘客可免費攜帶最多兩名4歲以下而不佔座位的兒童乘客乘車，超額之4歲以下小童必須繳付小童車費乘車。 - 持有「九巴月票」之乘客在車票有效期內，每日可享最多10程任何九龍巴士及龍運巴士路線（包括本路線，合資格車程只適用於九龍巴士／龍運巴士提供的班次；惟乘搭機場「A」及「NA」線則可享原價二七折優惠（不會計算每天10次合資格車程））；而B1線則可每日可享最多2程（不會計算每天10次合資格車程）。 - 九龍巴士、城巴、龍運巴士及陽光巴士全職員工及家屬（不包括外判職員）可免費乘搭本路線（陽光巴士員工及家屬只適用於九龍巴士提供的班次），惟必須拍職員或職員家屬八達通。 - 乘客亦可使用AlipayHK「易乘碼」、支付寶、WeChatHK／微信支付「搭車碼」、銀聯雲閃付「乘車碼」及BOC Pay「乘車碼」、具有感應式支付功能的JCB、卡美國運通、大來國際、Discover Card（只適用於九龍巴士／龍運巴士提供的班次）、VISA、Mastercard及銀聯卡，以及Apple Pay、Google Pay及Samsung Pay流動支付平台繳付車資。九巴班次的乘客使用上述付款方式，將只可享有與其他九巴路線／聯營路線九巴班次之轉乘優惠；城巴班次的乘客使用上述付款方式，將只可享有與其他城巴獨營路線或聯營線城巴班次之轉乘優惠。乘客亦不能享有「公共交通費用補貼計劃」及「長者及合資格殘疾人士公共交通票價優惠計劃」。 |

### 八達通轉乘優惠
乘客以同一張八達通卡登上681線往港島方向後150分鐘內轉乘以下路線往港島方向，或登上以下路線往港島方向後150分鐘內轉乘681線往港島方向，次程可獲$5折扣優惠，必須在東區海底隧道收費廣場轉乘：
使用八達通卡乘搭此路線往港島方向之乘客，若於登車後150分鐘內在東區海底隧道巴士轉乘站以同一張八達通卡轉乘下列路線往港島，第二程成人票價可減收$5.0，小童／長者票價減收$2.5：
| 東隧轉乘優惠計劃路線列表 | 東隧轉乘優惠計劃路線列表 | 東隧轉乘優惠計劃路線列表 | 東隧轉乘優惠計劃路線列表 |
| 巴士公司                 | 轉乘路線                 | 出發地                   | 目的地                   |
| ------------------------ | ------------------------ | ------------------------ | ------------------------ |
| 城巴、九巴               | 302                      | 慈雲山（北）             | 上環                     |
| 城巴、九巴               | 302A                     | 慈雲山（北）             | 北角（健康村）           |
| 城巴、九巴               | 307                      | 大埔中心                 | 中環碼頭                 |
| 城巴、九巴               | 307A                     | 大埔頭                   | 上環                     |
| 城巴、九巴               | 307P                     | 大埔（汀太路）           | 天后站                   |
| 九巴                     | 373                      | 聯和墟                   | 中環（香港站）           |
| 城巴、九巴               | 601                      | 寶達                     | 金鐘（東）               |
| 城巴、九巴               | 601P                     | 寶達                     | 上環                     |
| 九巴                     | 603                      | 平田                     | 中環碼頭                 |
| 九巴                     | 603A                     | 平田                     | 中環                     |
| 九巴                     | 603S                     | 平田                     | 中環                     |
| 城巴、九巴               | 606                      | 彩雲（豐盛街）           | 小西灣（藍灣半島）       |
| 城巴、九巴               | 606A                     | 彩雲（豐盛街）           | 耀東邨                   |
| 城巴、九巴               | 606X                     | 九龍灣                   | 小西灣（藍灣半島）       |
| 城巴                     | 608                      | 九龍城（盛德街）         | 筲箕灣                   |
| 九巴                     | 613                      | 安泰（西）               | 筲箕灣                   |
| 九巴                     | 613A                     | 安泰（西）               | 杏花邨                   |
| 城巴、九巴               | 619                      | 順利                     | 中環（港澳碼頭）         |
| 城巴、九巴               | 619P                     | 順利                     | 中環（港澳碼頭）         |
| 城巴、九巴               | 641                      | 啟業                     | 中環（港澳碼頭）         |
| 城巴、九巴               | 671                      | 鑽石山站                 | 鴨脷洲（利樂街）         |
| 九巴                     | 673                      | 上水                     | 中環（香港站）           |
| 九巴                     | 673A                     | 上水                     | 中環（林士街）           |
| 九巴                     | 673P                     | 上水                     | 中環（林士街）           |
| 城巴、九巴               | 678                      | 上水                     | 銅鑼灣（東院道）         |
| 城巴、九巴               | 680                      | 利安                     | 金鐘（東）               |
| 城巴、九巴               | 680B                     | 富安花園                 | 金鐘（東）               |
| 城巴、九巴               | 680P                     | 烏溪沙站                 | 金鐘（東）               |
| 城巴、九巴               | 680X                     | 烏溪沙站                 | 中環（港澳碼頭）         |
| 城巴、九巴               | 681                      | 馬鞍山市中心             | 中環（香港站）           |
| 城巴、九巴               | 681P                     | 耀安                     | 上環                     |
| 城巴                     | 682                      | 烏溪沙站                 | 柴灣（東）               |
| 城巴                     | 682A                     | 馬鞍山市中心             | 柴灣（東）               |
| 城巴                     | 682B                     | 沙田（水泉澳邨）         | 柴灣（東）               |
| 城巴                     | 682P                     | 烏溪沙站                 | 柴灣（東）               |
| 城巴、九巴               | 690                      | 康盛花園                 | 中環（交易廣場）         |
| 城巴、九巴               | 690P                     | 康盛花園                 | 中環（交易廣場）         |
| 城巴                     | 694                      | 調景嶺站                 | 小西灣邨                 |

## 使用車輛
由於客量一直處於高水平，九巴及城巴都相當重視本路線，一直以來均是派出全新的車型行走，九巴初時派出12米富豪奧林比安（3AV）行走，踏入廿一世紀超級富豪投入服務後，便立即派往本路線服役，2005年起九巴更派出Wright車身富豪低地台超級奧林比安「前衛」巴士（AVW）行走，2009年兩部九巴全新購入的歐盟四型引擎Enviro500（ATEU6／NX3732、ATEU8／NX4459）亦於2009年8月25日起於本路線服役，成為沙田區首條引入歐盟四型巴士的路線（由2011年3月27日起，改派兩部更新車型的ATEU24／PK662及ATEU25／PK2463替代）。2010年9月4日起，本路線引入四部歐盟五型引擎Wright Eclipse Gemini 2車身富豪B9TL 12米（AVBWU37-40）取代三部富豪超級奧林比安（2部Alexander車身及1部Wright車身）及1部Enviro500，成為沙田區第二條引入歐盟五型引擎巴士的過海隧道巴士路線，2011年7月12日及11月30日再先後引入四輛同款巴士（AVBWU120、216、217、219），2012年1月15日起，餘下兩部歐盟四型引擎Enviro500被換成兩部歐盟五型引擎12米富豪B9TL（AVBWU206、208），令本路線全數10部九巴掛牌車均為歐盟五型引擎12米富豪B9TL（AVBWU），直至2014年6月11日，其中6部富豪B9TL掛牌被新出牌的Enviro500 MMC 12米（ATENU291-296）替代，餘下4部富豪B9TL掛牌亦於2014年6月16日起改派同款車款（ATENU89、114、299、300，其後換入較新批次的Facelift MKII車身巴士），成為首條引入該款巴士作掛牌車的沙田區過海隧巴路線。
九巴於2016年向富豪訂購的220輛富豪B9TL 12米，其中70輛採用全新的塗裝及車廂規格，以「城市脈搏 Heartbeat of the City」作主題，其中車身改以紅色為主調，配以銀色線條點綴，九巴標誌置於車身兩旁，車廂配色與龍運巴士豪華版Enviro500 MMC相近，以商務啡色為主，並採用仿木地板，座椅色彩改用咖啡色配奶白色（九巴分別稱商務啡色及杏色），關愛座則採用粉紅色配奶白色，取代沿用的粉紅色巴士仔家族圖案，並設有12個USB充電插座，分佈上下層車尾座位。繼1A、960、978、307、680、88線後，本路線於2017年7月25日引入一輛同款巴士（AVBWU590／UX7270）成為掛牌車，進一步提升本路線的服務水平，同年8月15日再引入兩部同款巴士（AVBWU608／UY2785（已換成AVBWU588／UX6785）、AVBWU613／UY6011）。
現時九巴使用2輛富豪B9TL 12米（AVBWU）及11輛富豪B8L 12米（ 8輛12米V6B及3輛12.8米V6X），均屬沙田車廠。
在平日繁忙時間，會派出加班車行走，車型不限。
| 車隊編號 | 車牌   |
| -------- | ------ |
| ATENU370 | TC6362 |
| AVBWU621 | UY6976 |
| AVBWU670 | VB7701 |
| V6B59    | WF2739 |
| V6B80    | WF8466 |
| V6B105   | WH8872 |
| V6B135   | WM4817 |
| V6B140   | WN2292 |
| V6B141   | WT4546 |
| V6B144   | WT5092 |
| V6B145   | WT5724 |
| V6B150   | WT8097 |
| V6B185   | XG591  |

至於城巴方面，首批有2+2座椅的丹尼士巨龍12米（8XX）、Northern Counties 車身富豪林比安12米、及首批有頭枕的富豪奧林比安12米，均在投入服務時被派往本路線服役，不過城巴由於車隊數目遠不及九巴，因此變動都不大，直至2009年11月23日起，城巴引入全新訂購，配置歐盟四型廢氣排放標準引擎的Enviro500低地台雙層空調巴士（8110-8202、8208及以後，其中8128之後的巴士更配置歐盟五型引擎），成為第二條東隧過海路線引入該款巴士（第一條為619），特點為採用曲梯上落（與之前九巴、龍運巴士、新巴、城巴及港鐵同款巴士的直梯版本有所不同），城巴於2013年最新一批購入的Enviro500 MMC 12米低地台雙層空調巴士（8362-8465，其中8371及以後底盤改在馬來西亞裝嵌），改用較薄和輕身的Lazzerini Citylight座椅，總載客量增加至137人，為現時城巴載客量最高的低地台巴士，首批同款巴士於2014年2月起於本路線服役，可見九巴及城巴對本路線的重視。
現時城巴主要使用亞歷山大丹尼士Enviro 500（#81XX-82XX）和亞歷山大丹尼士Enviro 500 MMC（#8320-85XX）。間中會派出丹尼士三叉戟12米低地台巴士（2288-2310）行走。
本線繼過海隧道巴士102後，成為第二條兩間聯營巴士公司均採用歐盟五型環保引擎巴士作主力的路線，可見兩間巴士公司對本線的重視度。

## 行車路線
馬鞍山市中心開經：西沙路、恒康街、馬鞍山路、大老山公路、大老山隧道、觀塘繞道、鯉魚門道、東區海底隧道、東區走廊、維園道、告士打道、內告士打道、分域街、軒尼詩道、金鐘道、皇后大道中、畢打街、民耀街及民祥街。
中環（香港站）開經：金融街、民吉街、民祥街、民耀街、港景街、中環（交易廣場）巴士總站、干諾道中、夏愨道、紅棉路支路、金鐘道、軒尼詩道、怡和街、高士威道、興發街、東區走廊、東區海底隧道、鯉魚門道、觀塘繞道、大老山隧道、大老山公路、馬鞍山路、恒康街、西沙路、鞍源街、鞍駿街、鞍超街及西沙路。

### 沿線車站

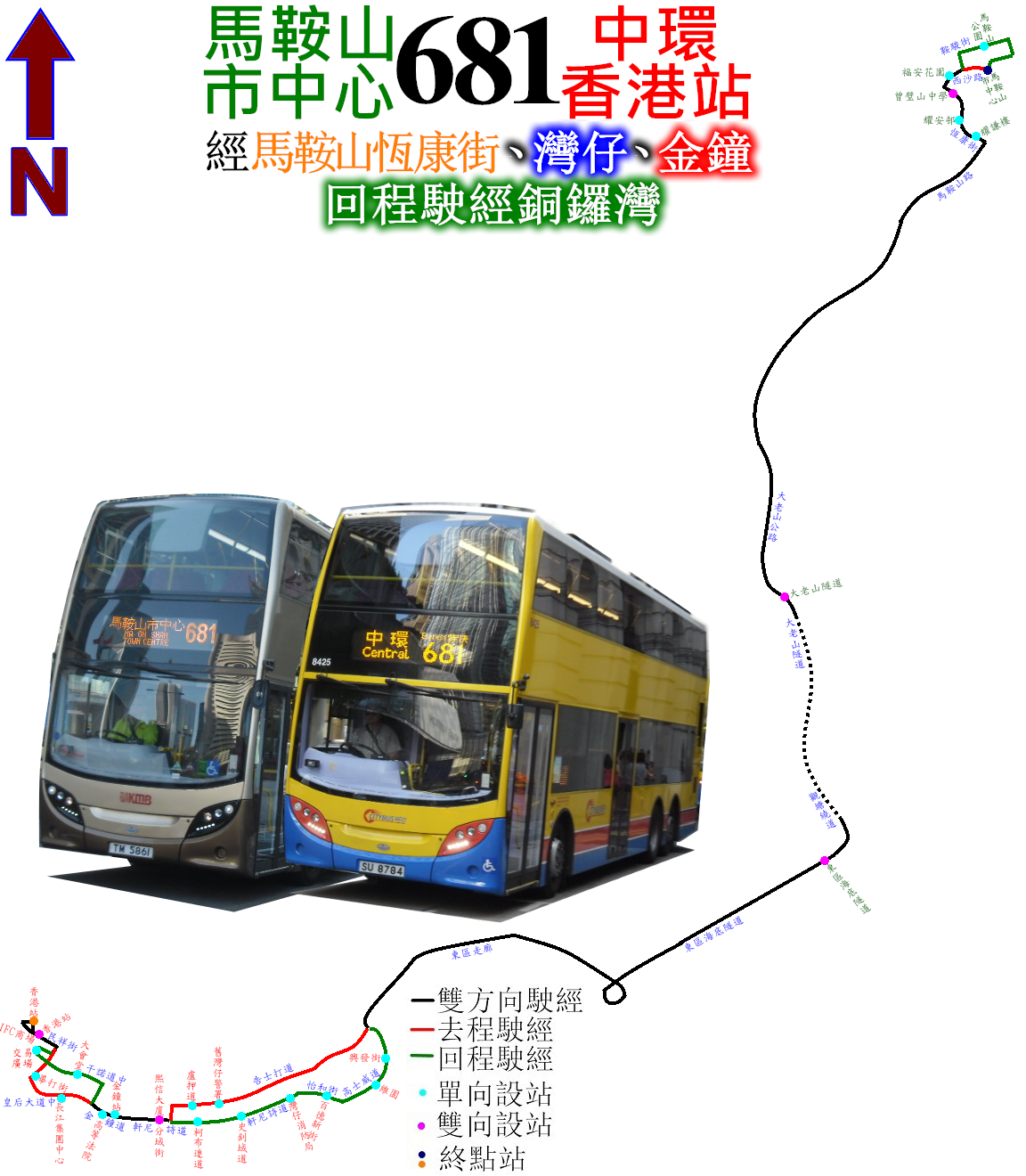
681線的走線圖

681
| 馬鞍山市中心開 | 馬鞍山市中心開           | 馬鞍山市中心開             | 中環（香港站）開 | 中環（香港站）開         | 中環（香港站）開         |
| 序號           | 車站名稱                 | 位置                       | 序號             | 車站名稱                 | 位置                     |
| -------------- | ------------------------ | -------------------------- | ---------------- | ------------------------ | ------------------------ |
| 1              | 馬鞍山市中心巴士總站     | 馬鞍山市中心公共運輸交匯處 | 1                | 香港站                   | 香港站公共運輸交匯處     |
| 2              | 馬鞍山運動場             | 恆康街                     | 2                | 國際金融中心商場         | 民祥街                   |
| 3              | 耀安邨耀謙樓             | 恆康街                     | 3                | 中環（交易廣場）         | 中環（交易廣場）巴士總站 |
| 4              | 錦駿苑                   | 馬鞍山路                   | 4                | 大會堂                   | 干諾道中                 |
| 5              | 大老山隧道（A1）         | 大老山公路                 | 5                | 金鐘站－統一中心         | 金鐘道                   |
| 6              | 東區海底隧道轉車站（K2） | 東區海底隧道               | 6                | 軍器廠街                 | 軒尼詩道                 |
| 7              | 舊灣仔警署               | 告士打道                   | 7                | 柯布連道                 | 軒尼詩道                 |
| 8              | 六國酒店                 | 內告士打道                 | 8                | 史釗域道                 | 軒尼詩道                 |
| 9              | 循道衛理大廈             | 軒尼詩道                   | 9                | 灣仔消防局               | 軒尼詩道                 |
| 10             | 金鐘站－高等法院         | 金鐘道                     | 10               | 百德新街                 | 怡和街                   |
| 11             | 長江集團中心             | 皇后大道中                 | 11               | 維多利亞公園             | 高士威道                 |
| 12             | 畢打街                   | 畢打街                     | 12               | 興發街                   | 興發街                   |
| 13             | 香港站                   | 民祥街                     | 13               | 東區海底隧道轉車站（L2） | 東區海底隧道             |
| 14             | 香港站                   | 香港站公共運輸交匯處       | 14               | 大老山隧道（B2）         | 大老山公路               |
|                |                          |                            | 15               | 錦駿苑                   | 馬鞍山路                 |
| 16             | 耀安邨                   | 恆康街                     |                  |                          |                          |
| 17             | 馬鞍山運動場             | 恆康街                     |                  |                          |                          |
| 18             | 福安花園                 | 西沙路                     |                  |                          |                          |
| 19             | 馬鞍山公園               | 鞍駿街                     |                  |                          |                          |
| 20             | 馬鞍山市中心巴士總站     | 馬鞍山市中心公共運輸交匯處 |                  |                          |                          |

## 客量
681取代680線，成為馬鞍山市中心往返中環的主要路線。本線的主要乘客是來往中環、金鐘及灣仔的馬鞍山居民，由於能直達港島商業區，因此繁忙時間經常出現頂閘的情況。即使馬鞍山鐵路（今屯馬綫）及東鐵綫過海段相繼通車，但鐵路來往馬鞍山及中環，須要在大圍站及金鐘站轉車，而且列車及月台都十分擠逼，遠不如能夠直達兩地的巴士舒適方便，加上本線繁忙時段班次頻密服務穩定，所以本線客量一直高企。
可是本線因受大老山隧道、東區海底隧道繁忙時間的交通擠塞影響，導致車程延長，使得載客量打了折扣。運輸署計劃開辦980X線及將681P線更改為981P線，兩線來回改經青沙公路和西區海底隧道直達中西區，以節省行車時間，最終681P線獲得保留，981P線亦於2017年第2季開辦。其後該兩線由於行經較少受塞車影響的西隧來往中環，比本線更快前往中環及返回馬鞍山，使繁忙時間在中環的客量受到不少打擊。

## 小資料
1. 本線是城巴首條東隧專利過海巴士路線。
2. 本線是城巴首條服務馬鞍山及大老山隧道的專利巴士路線，以及繼170線和182線後城巴第3條服務新界區的專利巴士路線。
3. 本線是東隧首條取道東區走廊特快來往灣仔區及中西區的全日專利過海巴士路線。
4. 本線是馬鞍山第2條全日服務的專利過海巴士路線（首條為680線）。
5. 本線是馬鞍山首條不途經亞公角街的全日特快專利巴士路線。
6. 本線為馬鞍山班次最頻密的專利巴士路線，平日早上往中環的班次最密達2分鐘一班，是3條班次最頻密的專利過海巴士路線之一（另2條為112線及962P線）。
7. 本線九巴在沙田區首條引入歐盟四型巴士的過海隧道巴士線，亦成為沙田區第二條引入歐盟五型環保巴士的過海隧道巴士線。
8. 本線目前是兩條僅有聯營過海隧道線中，兩間巴士公司均有採用歐盟五型巴士作主力的路線（另一條為619線），更是僅有四條兩間巴士公司均採用該款巴士的歐盟四型或以上版本（九巴：ATENU／城巴：81XX／新巴：55XX）作主力的路線（另一條為隧巴112線），可見兩間巴士公司對本線的重視度。
9. 有報章曾經派記者乘搭本線在假日非繁忙時間全程只需38分鐘，比巴士公司聲稱的78分鐘車程快得多[7]。
10. 本線的開辦，有傳聞為九巴與城巴達成協議，以本路線聯營權作交換條件，使九巴能夠加入營運118線，而事實上九巴是於1995年11月26日加入行走118，十天後本線才投入服務。

## 相關事故
- 2017年1月14日：晚上九時許，一輛往中環香港站方向的城巴Enviro500（8147／PH1273）在駛至鯉魚門道近藍田公共運輸交匯處出口對開時，突然失控撞壆並向左翻側，事件造成10男7女乘客受傷，分別6人輕傷（包括車長），4人情況嚴重，6人重傷，1名女乘客當場死亡，而渉事61歲姓文巴士司機涉嫌危險駕駛導致他人死亡被捕[8][9][10][11][12][13]。

- 2021年2月9日：9時36分，一輛由馬鞍山市中心開往中環香港站雙層巴士，駛至告士打道近舊灣仔警署對開車站時，車尾突然起火，冒出大量濃煙，有火舌跌出車外，車上約100名乘客疏散。救援人員接報趕往現場，消防開喉灌救，約10分鐘後將火救熄，事件中無人受傷[14]。

## 外部連結
九巴
- 九巴681線路線資料 （页面存档备份，存于）

城巴
- 城巴681線路線資料 （页面存档备份，存于）
- 過海隧道巴士681線路線圖 （页面存档备份，存于）
- 過海隧道巴士681線詳細時間表 （页面存档备份，存于）

其他
- 681巴士總站 （页面存档备份，存于）
- Facebook 681巴士總站 （页面存档备份，存于）